# Lepidosperma amantiferrum
Lepidosperma amantiferrum là loài thực vật có hoa trong họ Cói. Loài này được R.L.Barrett mô tả khoa học đầu tiên năm 2007.